# Lewis Fitz-Gerald
Lewis Fitz-Gerald, född 15 november 1958, är en australisk skådespelare och regissör.

## Som skådespelare
- Dynasty: The Making of a Guilty Pleasure (2005)
- The Mystery of Natalie Wood (2004)
- The Three Stooges (2000)
- Pitch Black (2000)
- Border Patrol (2000)
- The Adventures of Sam (1997)
- Dead Heart (1996)
- Spider & Rose (1994)
- R.F.D.S. (1993)
- Police State (1989) (TV)
- A Cry in the Dark (1988)
- Rikky and Pete (1988)
- The Four Minute Mile (1988)
- Warm Nights on a Slow Moving Train (1988)
- The Shiralee (1987)
- Doktorn kan komma (1986-1991)
- The More Things Change... (1986)
- The Boy Who Had Everything (1984)
- We of the Never Never (1982)
- Fighting Back (1982)
- I Can Jump Puddles (1981)
- Outbreak of Love (1981)
- The Last Outlaw (1980)
- Breaker Morant (1980)

## Som regissör
- "McLeod's Daughters" (2001) TV-serie
- "Water Rats" (1996) TV-serie
- "Twisted Tales" (1996) TV-serie
- "Home and Away" (2006) TV-serie
- "Out of the Blue" (2008) TV-serie

## Självständigt arbete
- "The Last Man Hanged" (1993) (Writer, Actor, Director) Film